# Terny-Sorny
Terny-Sorny település Franciaországban, Aisne megyében. Lakosainak száma 326 fő (2022. január 1.). Terny-Sorny Clamecy, Juvigny, Leuilly-sous-Coucy, Leury, Margival, Neuville-sur-Margival, Vauxaillon és Vuillery községekkel határos.

## Népesség
A település népessége az elmúlt években az alábbi módon változott:
| Lakosok száma | 253  | 230  | 315  | 312  | 319  | 325  | 330  | 335  | 336  | 326  |
|               | 1968 | 1982 | 1990 | 2006 | 2013 | 2015 | 2017 | 2019 | 2020 | 2022 |